# Canavieiras
Canavieiras é um município brasileiro no litoral e sul do estado da Bahia.
É uma das quatro únicas localidades onde pode ser encontrada uma espécie da Mata Atlântica ameaçada de extinção, a Buchenavia hoehneana.

## Etimologia
Existem duas versões sobre a origem do nome do município de Canavieiras. A primeira é uma tentativa de dar mérito ao nome da família Vieira, neste caso o radical Cana, seria relacionado aos grandes canaviais (economia da época) e Vieira, família Portuguesa de antigos moradores da vila até meados de 1912, quando a vila era conhecida como "Princesinha do Sul".
A segunda e verídica versão, cujo nome teve origem na cultura da cana, lavoura de canavieira.

## História
Os primeiros habitantes do município de Canavieiras foram portugueses e brasileiros vindos de Ilhéus, por volta da primeira década de 1700. Segundo registros este grupo fugia dos índios pataxós que saqueavam a região, ou estavam em busca de terras mais férteis que supunham existir nesta localidade. O grupo se fixou na foz do Rio Pardo onde hoje se encontra a sede do Município.
O município criado com território desmembrado de Ilhéus, com a denominação de Imperial Vila de Canavieiras, por Resolução Provincial de 13 de dezembro de 1832. No início fixaram-se na região de Poxim (que era pouco frequentado pelos indígenas, essa denominação vem do Tupi "pequeno e feio") onde foi criada a Freguesia de São Boaventura do Poxim, por Alvará Régio de 11 de abril de 1718, do Arcebispo da Bahia e Primaz do Brasil, Dom Sebastião Monteiro da Vide, a nova ilha as margens do Rio Pardo se mostrava mais favorável e com terras mais férteis, onde se deu início ao cultivo da cana-de-açúcar. Foi elevada à categoria de cidade por Ato Estadual de 25 de maio de 1891, do então governador José Gonçalves da Silva.
Em 1746 a história econômica de toda a região sul da Bahia começou a ser mudada em Canavieiras, quando Antônio Dias Ribeiro plantou as primeiras sementes de cacau nas margens do rio Pardo, na Fazenda Cubículo. Com as diversas crises seguidas da cultura cacaueira, tendo como ápice destas a "vassoura-de-bruxa", passou a dar maior atenção ao turismo, em especial a partir da década de 1980.

## Geografia

### Clima
Segundo dados do Instituto Nacional de Meteorologia (INMET), referentes ao período de 1977 a 1980, 1986 a 1989 e a partir de 1993, a menor temperatura registrada em Canavieiras foi de 12 °C em 9 de agosto de 2017, e a maior atingiu 33 °C em 24 de fevereiro de 2006 e 31 de dezembro de 2012.O maior acumulado de precipitação em 24 horas foi de 193,5 milímetros (mm) em 19 de março de 1997. Outros grandes acumulados iguais ou superiores a 150 mm foram 161,7 mm em 27 de junho de 2005 e 158,5 mm em 11 de fevereiro de 1978. Março de 1997, com 604,8 mm, foi o mês de maior precipitação.
| Dados climatológicos para Canavieiras | Dados climatológicos para Canavieiras | Dados climatológicos para Canavieiras | Dados climatológicos para Canavieiras | Dados climatológicos para Canavieiras | Dados climatológicos para Canavieiras | Dados climatológicos para Canavieiras | Dados climatológicos para Canavieiras | Dados climatológicos para Canavieiras | Dados climatológicos para Canavieiras | Dados climatológicos para Canavieiras | Dados climatológicos para Canavieiras | Dados climatológicos para Canavieiras | Dados climatológicos para Canavieiras |
| Mês | Jan                                   | Fev                                   | Mar                                   | Abr                                   | Mai                                   | Jun                                   | Jul                                   | Ago                                   | Set                                   | Out                                   | Nov                                   | Dez                                   | Ano                                   |
| --- | ------------------------------------- | ------------------------------------- | ------------------------------------- | ------------------------------------- | ------------------------------------- | ------------------------------------- | ------------------------------------- | ------------------------------------- | ------------------------------------- | ------------------------------------- | ------------------------------------- | ------------------------------------- | ------------------------------------- |
| Temperatura máxima recorde (°C) | 32,4                                  | 33                                    | 32,6                                  | 32,8                                  | 31,7                                  | 30,1                                  | 29,2                                  | 29,8                                  | 30,2                                  | 30,7                                  | 30,9                                  | 33                                    | 33                                    |
| Temperatura máxima média (°C) | 30,1                                  | 30,5                                  | 30,3                                  | 29,7                                  | 28,5                                  | 27,3                                  | 26,8                                  | 26,6                                  | 27,3                                  | 28,2                                  | 28,7                                  | 29,5                                  | 28,6                                  |
| Temperatura média compensada (°C) | 26,6                                  | 26,7                                  | 26,5                                  | 25,6                                  | 24,3                                  | 22,8                                  | 22,3                                  | 22,5                                  | 23,7                                  | 24,8                                  | 25,5                                  | 26,2                                  | 24,8                                  |
| Temperatura mínima média (°C) | 22,6                                  | 22,7                                  | 22,8                                  | 22,1                                  | 20,4                                  | 19,1                                  | 18,4                                  | 18,3                                  | 19,4                                  | 20,9                                  | 22                                    | 22,5                                  | 20,9                                  |
| Temperatura mínima recorde (°C) | 18,1                                  | 18,3                                  | 18,8                                  | 17,8                                  | 15,7                                  | 13,4                                  | 12,7                                  | 12                                    | 12,9                                  | 13                                    | 16,2                                  | 18,4                                  | 12                                    |
| Precipitação (mm) | 95,2                                  | 118,4                                 | 180,2                                 | 195,5                                 | 145,1                                 | 135,5                                 | 140                                   | 91,2                                  | 77,4                                  | 124,8                                 | 143,2                                 | 145,3                                 | 1 591,8                               |
| Dias com precipitação (≥ 1 mm) | 12                                    | 13                                    | 15                                    | 16                                    | 12                                    | 14                                    | 15                                    | 14                                    | 11                                    | 10                                    | 12                                    | 11                                    | 115                                   |
| Umidade relativa compensada (%) | 81                                    | 81                                    | 83,2                                  | 84,7                                  | 85,3                                  | 87,1                                  | 86,3                                  | 83,6                                  | 82,1                                  | 82,2                                  | 83,9                                  | 83,2                                  | 83,6                                  |
| Insolação (h) | 260,5                                 | 227                                   | 221,4                                 | 188,1                                 | 182,4                                 | 156,4                                 | 169,6                                 | 189,7                                 | 193,6                                 | 208,4                                 | 196,6                                 | 217,8                                 | 2 411,5                               |
| Fonte: Instituto Nacional de Meteorologia (INMET) (normal climatológica de 1981-2010; recordes de temperatura: 01/01/1977 a 31/12/1980, 01/01/1986 a 31/03/1989 e 01/08/1993-presente) |                                       |                                       |                                       |                                       |                                       |                                       |                                       |                                       |                                       |                                       |                                       |                                       |                                       |

### Biodiversidade
Canavieiras é muito rica em sua fauna e flora, e grande parte da sua economia depende disto, ela tem mais de 40 quilômetros de orla recortada por rios, manguezais e reservas de Mata Atlântica, além de diversas ilhas apinhadas de coqueiros. Cercado em por sete ilhas marítimas tendo como destaque a Ilha de Atalaia e Ilha das Garças e por várias ilhas fluviais do rio Pardo.
A cidade abriga três biomas: parte da Mata Atlântica, Manguezal, e restinga (praia).
Atualmente o ICMBio que trabalha junto com a população para promover a preservação e consumo consciente dos recursos naturais. A Z-20 Colônia de Pescadores e Marisqueiros está presente na cidade e cuida dos direitos dos pescadores e marisqueiros registrados.
É uma das quatro únicas localidades onde pode ser encontrada uma espécie da Mata Atlântica ameaçada de extinção, a Buchenavia hoehneana. O mangue é muito rico e é berçário para várias espécies de animais e aves. A cidade é conhecida como a Rainha do Caranguejo devido a sua imensa fartura de tal animal, e em homenagem a tal fartura acontece um Festival anual que leva o nome de Festa do Caranguejo, onde acontece várias exposições de artes e standes ensinando e conscientizando a população à preservação da natureza.
Canavieiras foi a única cidade brasileira a ser reconhecida com um dos 10 melhores destinos de pesca oceânica/esportiva do mundo, classificados pela publicação internacional Billfish Report, uma das mais conceituadas do setor. O litoral de Canavieiras abriga o – Royal Charlotte – que é considerado o melhor ponto de pesca da Bahia. Para pescar neste banco, a principal base de saída é a cidade de Canavieiras. A grande vantagem é que, a apenas 10 milhas da costa, as embarcações já se encontram em profundidade suficiente para a pesca dos peixes de bico.
A cidade é berçário do Marlin Azul e tem um torneio anual de pesca esportiva. Hoje o torneio é apenas esportivo e obedece a regulamentos onde é necessário o registro e comprovação por imagens da liberação do peixe.

### Hidrografia
Rios:

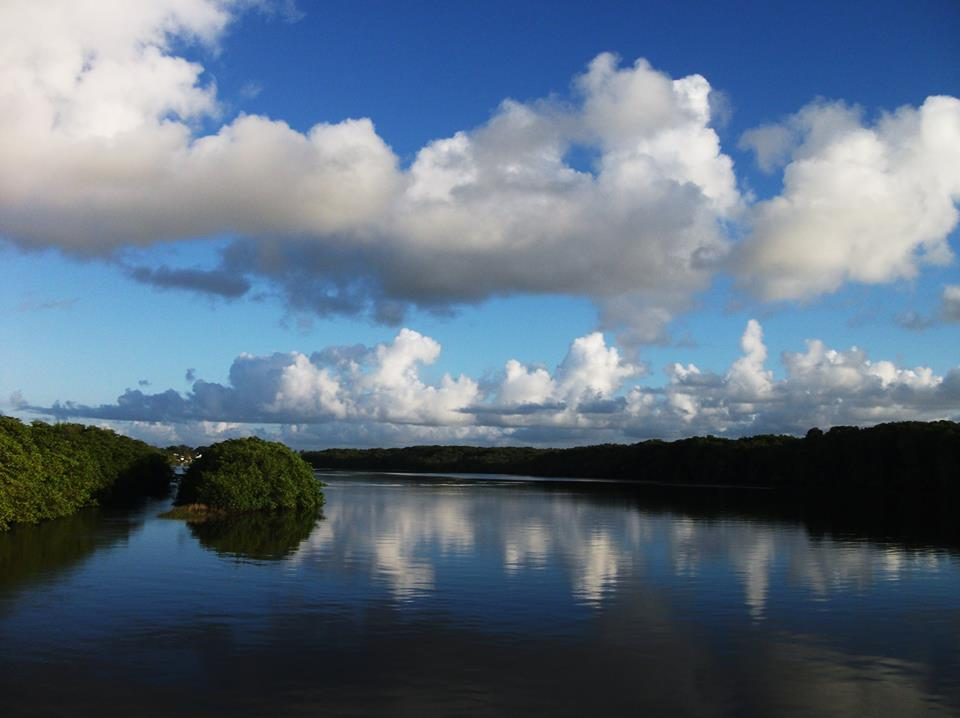
Rio Pardo na passarela do Robalo (ponte da praia) em Canavieiras-BA

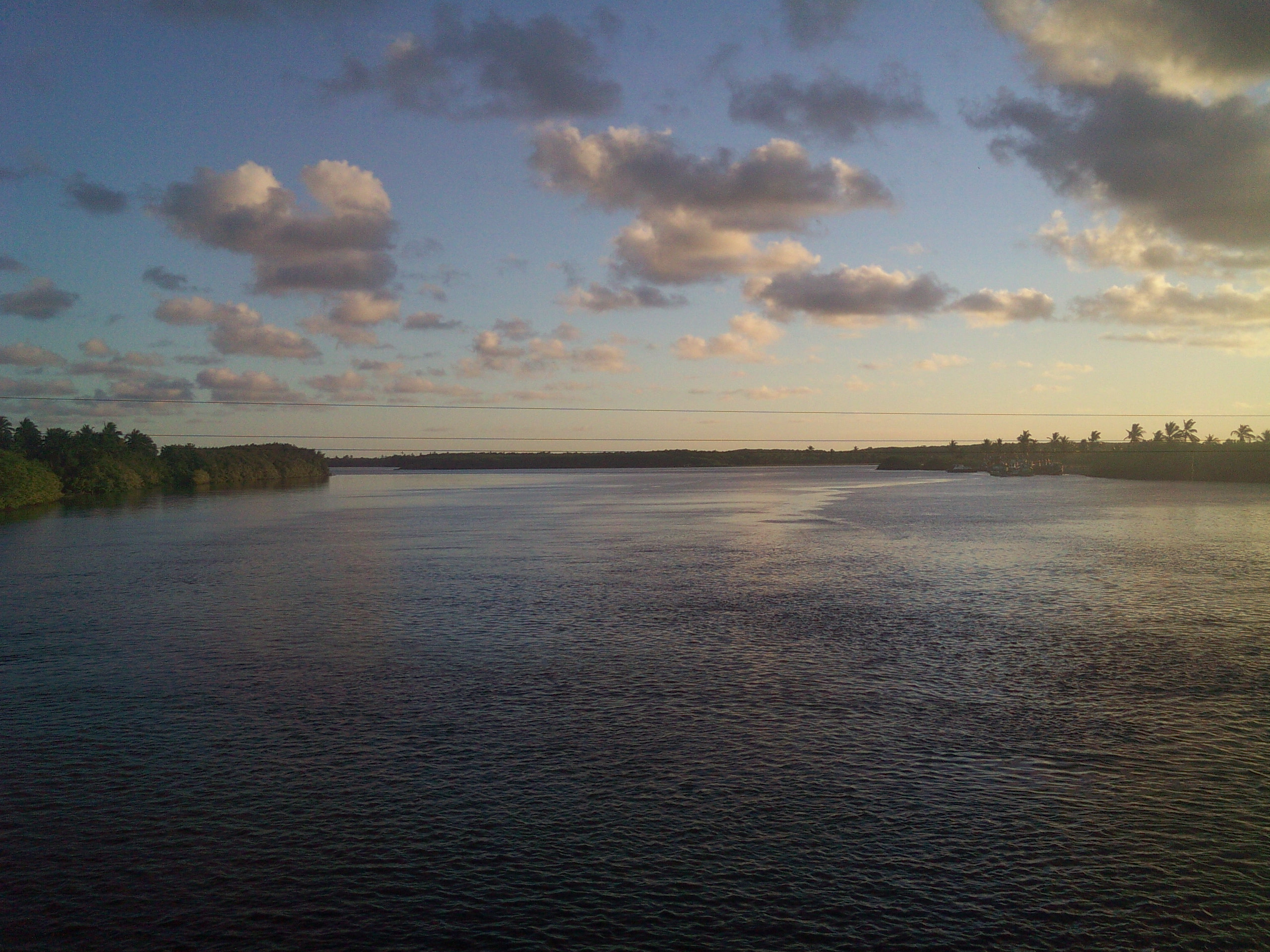
Rio Pardo, separando o centro da Cidade de Canavieiras e a ilha de Atalaia

- Rio Pardo — O rio é navegável em todo município, abriga manguezais. Onde desemboca é considerado o melhor pesqueiro de Robalo. Muito utilizado pelos banhistas para prática de caiaque.[8]
- Rio Salsa — Rio navegável por embarcações de pequeno porte, liga o Rio Pardo ao Jequitinhonha através do canal do Pau-Açu. Abriga fazendas de cacau. É o local onde ocorre a pesca do robalo.[8]
- Rio Patipe — Rio que banha o Município, abriga manguezais. Forma, junto com o Oceano, a Ilha de Atalaia e junto com os Rios Cipó e Pardo, a Ilha de Canavieiras.[8]
- Rio Salgado — Rio que abriga grande extensão de manguezal.[8]
- Rio Cipó — O rio corta o município, abriga manguezais, visto logo na entrada da cidade. Forma, junto com os Rios Pardo e Patipe, a Ilha de Canavieiras.[8]
- Rio Poxim — Rio que desemboca no Município, divide os Municípios de Una e Canavieiras. É conhecido como Poxim de Fora.[8]
- Rio Passuí — Rio que liga os rios Jequitinhonha, em Belmonte, e Pardo, em Canavieiras, é cercado por manguezal, coqueiral, fazendas de cacau e Mata Atlântica. Propício à pesca do robalo e camping.[8]
- Rio Jacaré — Rio que banha o Município, abriga manguezais. Na foz do Rio Pardo, une Canavieiras a Belmonte.[14][8]

Lagoas:
- Lagoa do Rocha — Lagoa com 6 km de comprimento por 240 m de largura, excelente para pesca. Localização: Distrito de Ouricana, 35 km do Centro.[8]
- Lagoa do Carmo — Lagoa com 2 km de comprimento, bom para pesca. Localização: 25 km do Centro.[8]

Canais:
- Canal do Poaçu / Pau-Açu — canal que liga o Rio Pardo ao Jequitinhonha, através do Rio Salsa.[8]

## Bandeira
Em 1967, durante o governo do prefeito João Perelo, o Lions Clube promoveu um concurso para criação da bandeira da cidade de Canavieiras, este foi vencido por Jorge Silva Souza.
A bandeira possui três cores, composta por listras verticais branco e verde, uma faixa na diagonal vermelha e três emblemas dentro da faixa diagonal:
- O verde representa as canas dos canaviais que existiam no início do povoamento da cidade, e as extensas matas presentes;
- O branco representa as praias do extenso litoral da cidade;
- O vermelho representa a cor da roupa do padroeiro da cidade São Boaventura (1217-1274), Bispo e Cardeal da Igreja (daí a cor vermelha - púrpura);
- Dentro da faixa diagonal vermelha existem três emblemas que, segundo uns representam patas de caranguejo e, segundo outros, conchas que aparecem nas areias das praias.[6][8]

## Imagem

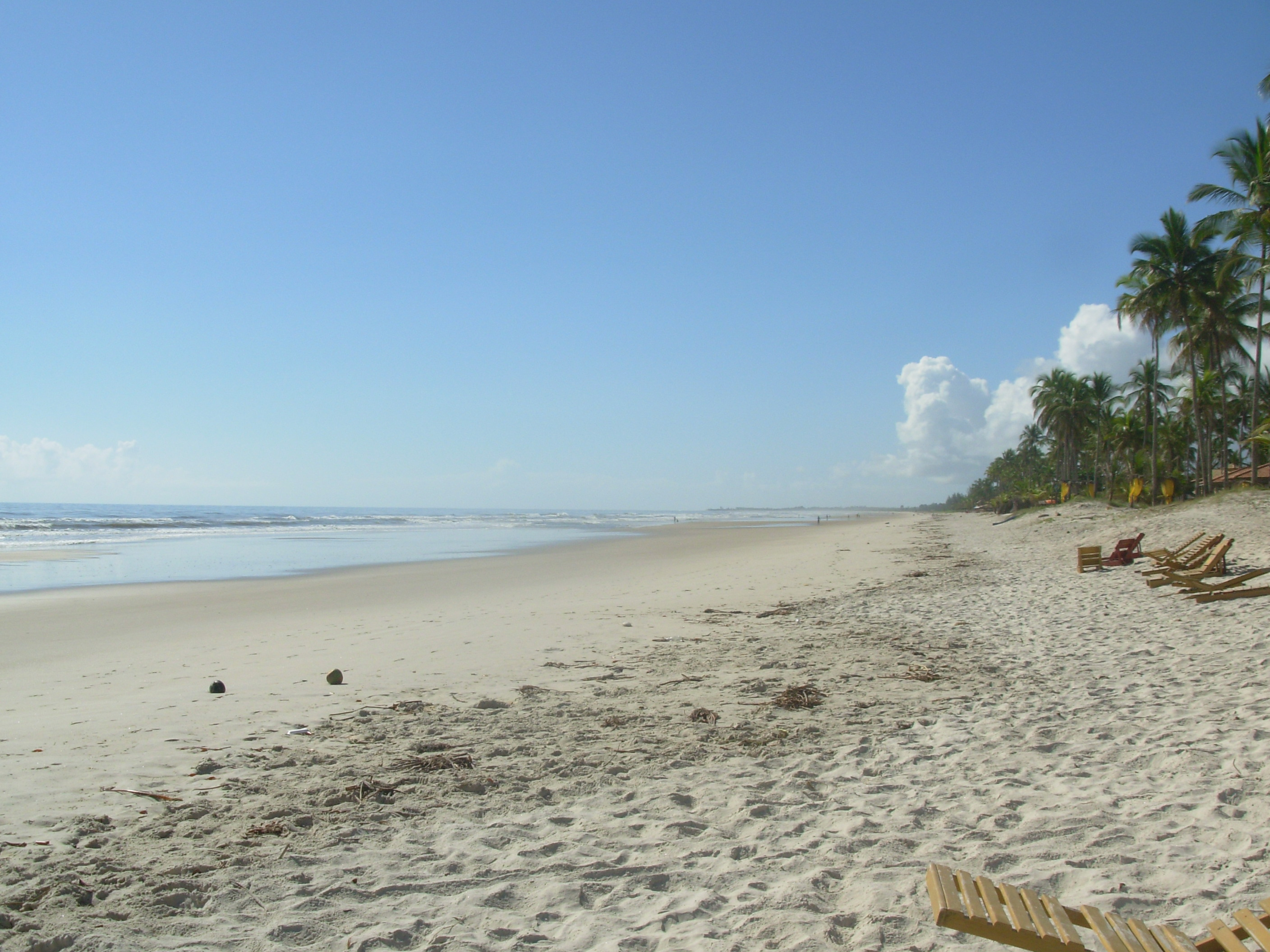
Praia da Costa, na ilha de Atalaia, em Canavieiras
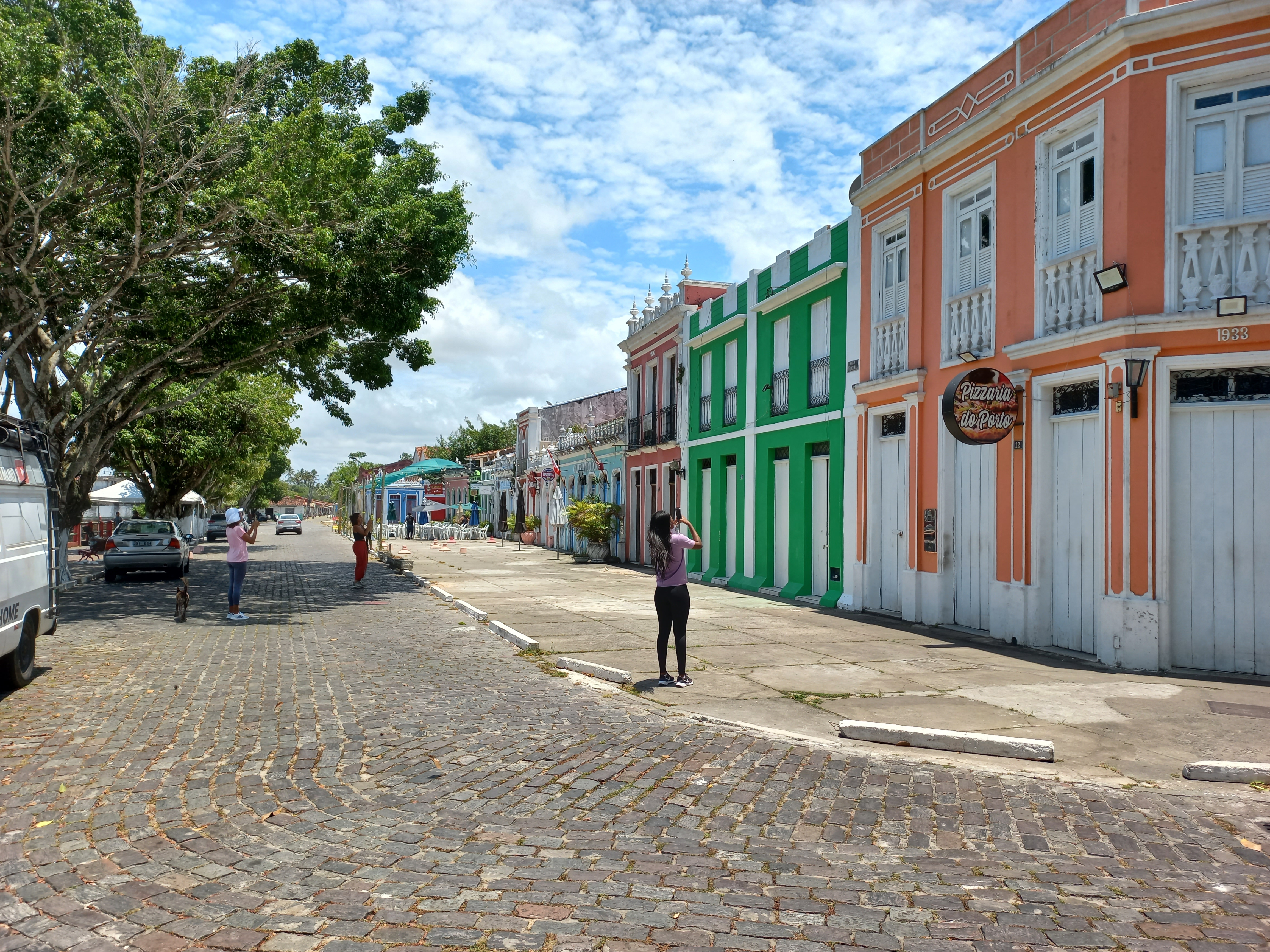
Conjunto arquitetônico localizado no centro histórico
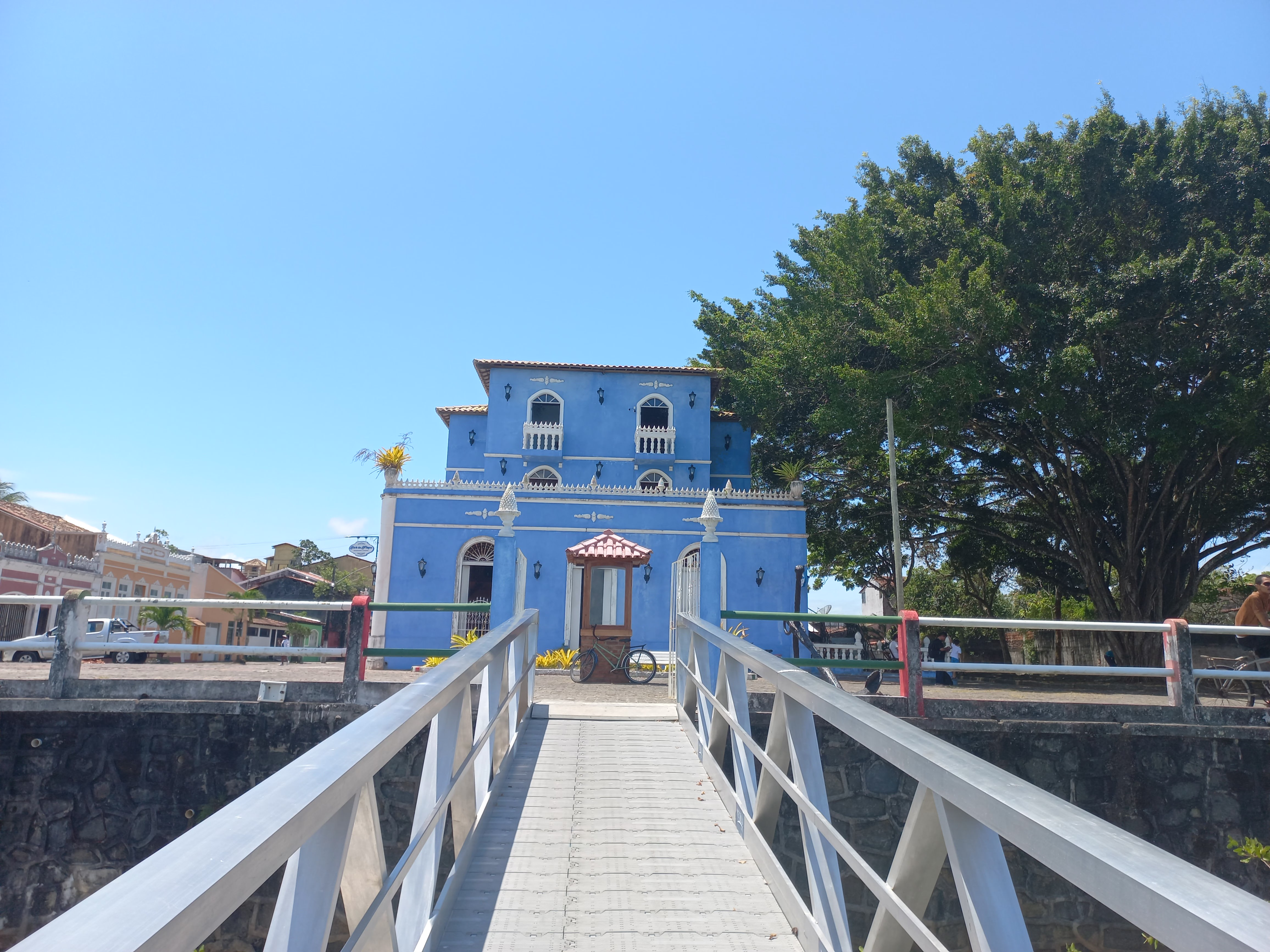
Pier de acesso ao sítio histórico Paulo Souto